# 上尾工業
上尾工業（あげおこうぎょう）は、埼玉県北足立郡伊奈町に本社を置く日本の自転車製造業者。1964年に設立。